# Basin Lake
Basin Lake är en sjö i Antarktis. Den ligger i Östantarktis. Nya Zeeland gör anspråk på området. Basin Lake ligger 447 meter över havet.